# رحم مصنوعی

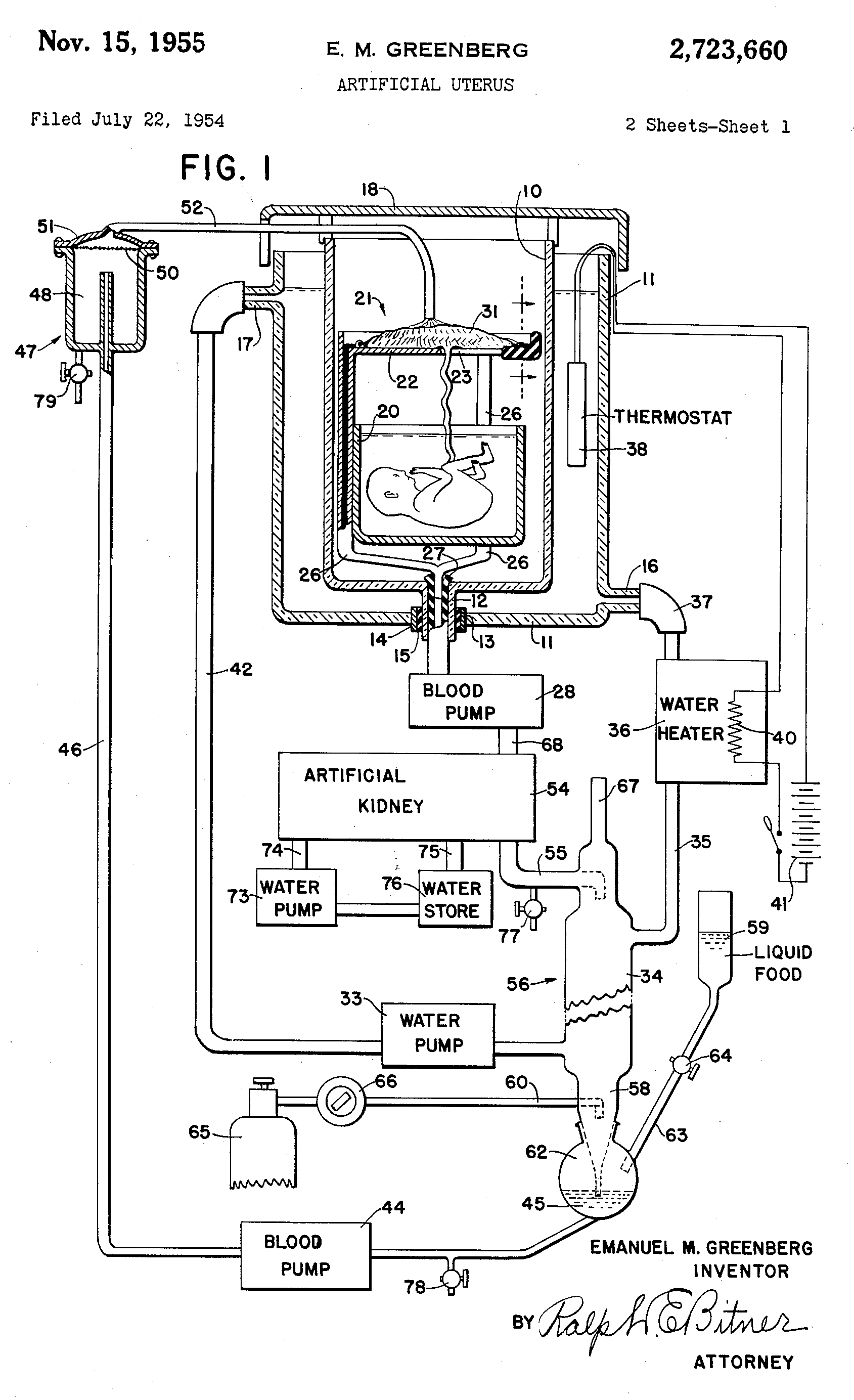
تصویرسازی از رحم مصنوعی که توسط امانوئل م گرینبرگ در سال ۱۹۵۵ ثبت شده‌است.

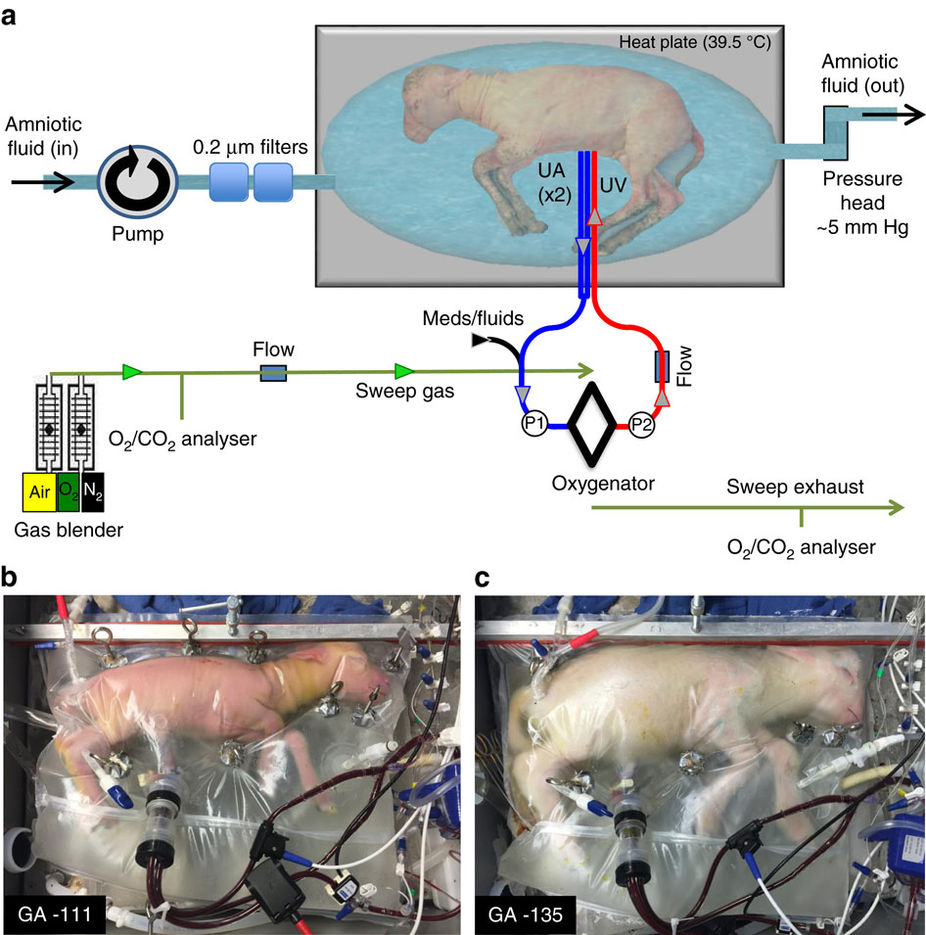
شکل از یک مقاله ارتباطات طبیعت ۲۰۱۷ که توصیف یک سیستم پشتیبانی از زندگی خارج از رحم یا «بیوگاگ» است که برای رشد جنین گوسفند استفاده می‌شود.

رحم مصنوعی (یا artificial womb) دستگاهی است که با رشد جنین در خارج از بدن جاندار که به‌طور معمول جنین در آن به سر می‌برد، می‌تواند حاملگی خارج از بدن را فراهم کند.
رحم مصنوعی، به عنوان یک اندام جایگزین، کاربردهای زیادی خواهد داشت. برای نمونه می‌تواند برای کمک به زوج‌های زن یا مرد در رشد جنین استفاده شود. می‌تواند به عنوان تغییر از رحم طبیعی به رحم مصنوعی انجام شود، در نتیجه آستانه زنده ماندن جنین را به مرحله خیلی زودتر از بارداری منتقل می‌کند. به این معنا، می‌توان آن را یک انکوباتور نوزادی با کارکردهای بسیار گسترده در نظر گرفت که برای شروع رشد جنین مورد استفاده قرار گیرد.
در سال ۲۰۱۶ دانشمندان دو مطالعه راجع به جنین‌های انسانی که به مدت سیزده روز در یک محیط خارج رحمی ایجاد می‌شوند ، منتشر کردند. در حال حاضر، یک قانون ۱۴ روزه مانع از نگه داشتن جنین‌های انسانی در رحم مصنوعی طولانی‌تر از ۱۴ روز می‌شود. این قانون در دوازده کشور به تصویب قانون رسیده‌است.
در سال ۲۰۱۷ محققان در بیمارستان کودکان فیلادلفیا مطالبی را منتشر کردند که نشان می‌داد آنها در یک سیستم پشتیبانی از زندگی خارج از رحم به مدت چهار هفته جنین‌های بره زودرس را رشد داده‌اند.

## اجزاء
رحم مصنوعی، که گاهی اوقات به عنوان "exowomb " خوانده می‌شود، باید مواد مغذی و اکسیژن را برای پرورش جنین فراهم کند و همچنین مواد زاید را دفع نماید.
- دیواره رحم مصنوعی
- رابط (جفت مصنوعی)
- مخزن آمنیوتیک (کیسه آمنیوتیک مصنوعی)
- بند ناف مصنوعی
- تخمک مصنوعی (ساختار شبیه‌سازی شده تخمک زن و پوست انسات است)

## تحقیق و توسعه

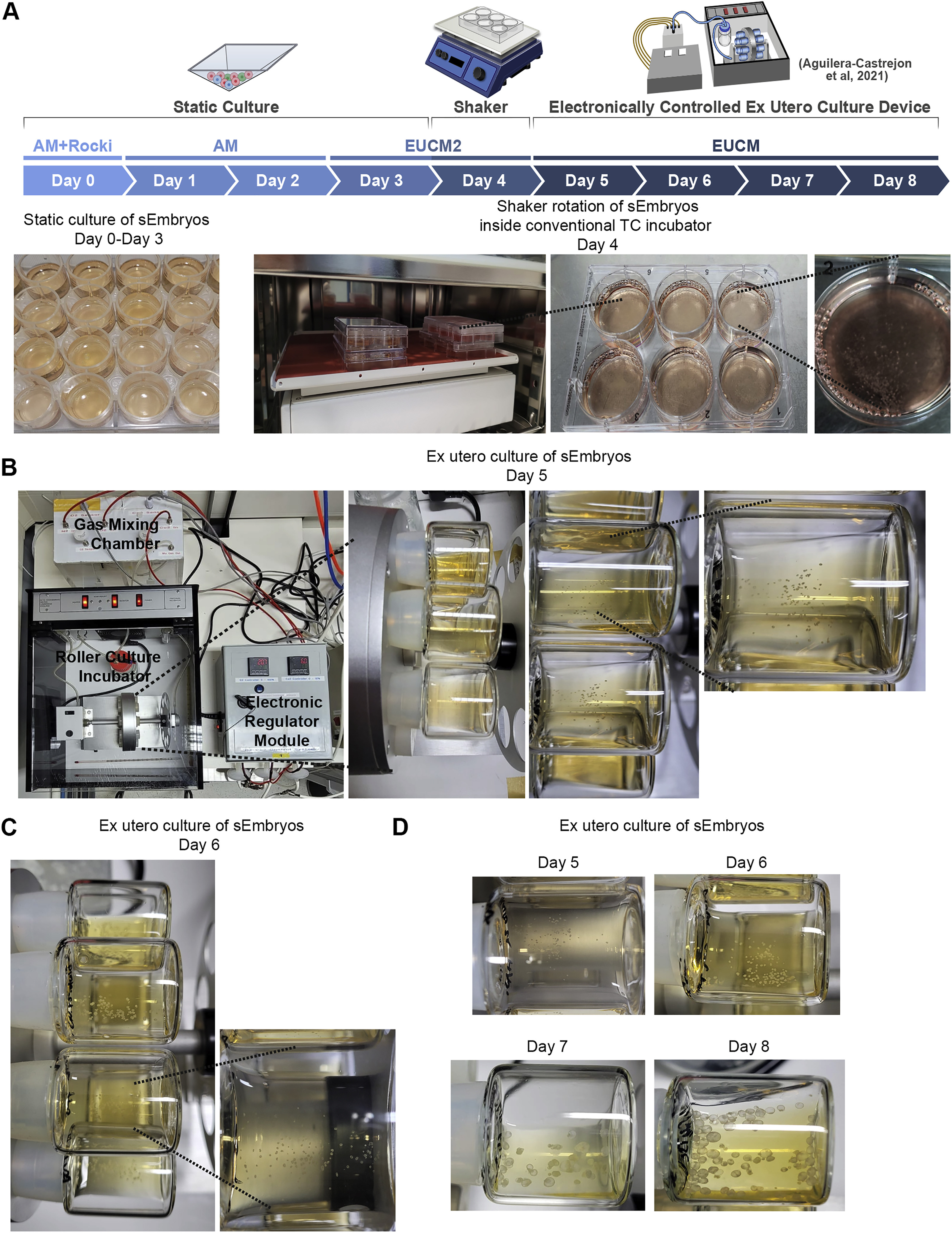
رحم مصنوعی (یا artificial womb)

### امانوئل م. گرینبرگ
امانوئل م. گرینبرگ مقالات متنوعی دربارهٔ موضوع رحم مصنوعی و استفاده احتمالی آن در آینده نوشته‌است.
در ۲۲ ژوئیه ۱۹۵۴، امانوئل م. گرینبرگ اختراعش را در مورد طراحی رحم مصنوعی ثبت کرد. ثبت اختراع شامل دو تصویر از طراحی یک رحم مصنوعی بود. این طرح شامل مخزن برای قرار دادن جنین پر از مایع آمنیوتیک، دستگاهی است که به بند ناف، پمپ خون، کلیه مصنوعی و بخاری آب وصل می‌شود. وی در ۱۵ نوامبر ۱۹۵۵ حق ثبت اختراع را دریافت کرد.
در ۱۱ مه ۱۹۶۰ گرینبرگ ادعا کرد که ژورنال زنان و زایمان مقاله «تلاش برای ساختن رحم مصنوعی» را منتشر کرده‌است، که در آن هیچ استنادی به موضوع رحم مصنوعی درج نشده‌است. به گفته گرینبرگ، این نشان می‌دهد که ایدهٔ رحم مصنوعی یک چیز جدید است اگرچه او خود چندین مقاله در این زمینه منتشر کرده بود.

### دانشگاه جونتندو در توکیو
در سال ۱۹۹۶، دانشگاه جونتندو در توکیو انکوباسیون جنین خارج رحمی (EUFI) را توسعه داد. این پروژه توسط یوشینوری کووابارا، که علاقه‌مند به رشد نوزادان نابالغ بود، رهبری شد. این سیستم با استفاده از چهارده جنین بز ساخته شده‌است که پس از آن در مایع آمنیوتیک مصنوعی تحت همان شرایط یک بز مادر قرار داده می‌شوند. کووبارا و تیمش موفق شدند جنین‌های بز را به مدت سه هفته در سیستم نگه دارند. با این وجود، این سیستم با چندین مشکل روبرو شد و آماده آزمایش انسان نبود. کوآبارا امیدوار بود که این سیستم بهبود یابد و بعداً در جنین‌های انسان مورد استفاده قرار گیرد.
البته الان به صورت کاملاً ایمن آزمایش شده بر روی مارها می‌شود از این جنین‌ها تا ۷ ماهگی خارج از بدن زن و فقط و بدون وجود زن و فقط با استفاده از اسپرم می‌شود که این بارداری صورت گیرد اما هیچگونه مجوزی تا به حال برای انجام اینکار صادر نشده‌است

### بیمارستان کودکان فیلادلفیا
در سال ۲۰۱۷ محققان بیمارستان کودکان فیلادلفیا توانستند سیستم خارج رحمی را بیشتر توسعه دهند. در این تحقیق از بره‌های جنینی استفاده شده‌است که در یک کیسه پلاستیکی پر از مایع آمنیوتیک مصنوعی قرار می‌گیرند. بند ناف بره‌ها به دستگاهی در خارج از کیسه وصل شده‌اند که به گونه ای مانند جفت عمل می‌شود که اکسیژن و مواد مغذی و همچنین دفع مواد زاید را انجام می‌دهد. محققان دستگاه را در «اتاق تاریک و گرم نگه داشتند که می‌توانند صداهای قلب مادر را برای جنین گوسفند پخش کنند.» این سیستم موفق شد به جنین‌های بره کمک کند تا به مدت یک ماه به‌طور عادی رشد کنند. آلن فلک، جراح جنین در بیمارستان کودکان فیلادلفیا امیدوار است که آزمایشات را به سمت جنین‌های نارس انسان منتقل کند، اما این امر می‌تواند در هر جایی از سه تا پنج سال طول بکشد تا به واقعیت تبدیل شود. فلک، که رهبری این مطالعه را بر عهده داشته، معتقد نیست که فناوری جدید می‌تواند برای بازآفرینی بارداری کامل مورد استفاده قرار گیرد و شخصاً قصد ایجاد این فناوری را برای این کار ندارد.

## ملاحظات فلسفی

### اخلاق زیستی
توسعه رحم مصنوعی و خارج رحمی ملاحظات بیولوژیکی و حقوقی را ایجاد می‌کند، همچنین پیامدهای مهمی برای حقوق باروری و بحث در مورد سقط جنین (abortion debate) دارد. «اکتوجنسیس» (en:Ectogenesis)، اصطلاحی است که از دههٔ ۱۹۲۰ برای بارداری خارج از رحم به‌کار می‌رود و به موضوعی مهم در پزشکی، روانشناسی و اخلاق تبدیل شده؛ هرچند حداقل تاکنون نمونهٔ انسانی مشابه گوسفند دالی متولد نشده‌است.
رحم مصنوعی ممکن است دامنه زنده ماندن جنین (fetal viability) را گسترش دهد و سؤالاتی در مورد نقشی که زنده ماندن جنین در قانون سقط جنین ایفا می‌کند، ایجاد کند. به عنوان مثال، در نظریه قطع، حق سقط جنین فقط حق برداشتن جنین را شامل می‌شود و همیشه به ختم جنین نمی‌رسد. اگر انتقال جنین از رحم یک زن به رحم مصنوعی امکان‌پذیر باشد ، انتخاب خاتمه بارداری از این طریق می‌تواند جایگزینی برای سقط جنین باشد.
نگرانی‌های نظری نیز وجود دارد مبنی بر اینکه کودکانی که در رحم مصنوعی رشد می‌کنند ممکن است فاقد «برخی پیوندهای اساسی با مادران خود باشند که فرزندان دیگر دارند».

## بیشتر خواندن
- Coleman, Stephen (2004). The Ethics Of Artificial Uteruses: Implications For Reproduction And Abortion. Burlington, VT: Ashgate Pub. ISBN 978-0-7546-5051-5.
- Scott Gelfand, ed. (2006). Ectogenesis: Artificial Womb Technology and the Future of Human Reproduction. Amsterdam [u.a.]: Rodopi. ISBN 978-90-420-2081-8.